# Palaua concinna
Palaua concinna är en malvaväxtart som först beskrevs av Rodolfo Amando Philippi, och fick sitt nu gällande namn av Ivan Murray Johnston. Palaua concinna ingår i släktet Palaua och familjen malvaväxter. Inga underarter finns listade i Catalogue of Life.